# Обвинительный акт: Суд над Макмартинами
«Обвинительный акт: Суд над Макмартинами» (англ. Indictment The McMartin Trial) — телевизионный фильм. Премьера состоялась на канале HBO 20 мая 1995 года.

## Сюжет
Сюжет фильма основан на реальных событиях произошедших в Манхэттен-Бич и повествует об одном из самых долгих и дорогостоящих судебных процессов в истории США. В начале 1980-х в Калифорнии, владельцев частного дошкольного учреждения семью Макмартин обвинили в жестоком обращении и растлении малолетних. Подозреваемые столкнулись с предвзятым отношением — их поместили в общие камеры. Рэй Баки Макмартин получил отказ освобождения под залог и просидел в тюрьме около пяти лет. Дело со стороны обвинения развалилось из-за слабой доказательной базы и противоречивых показаний ключевых свидетелей. В середине следствия оказалось, что первая потерпевшая Кристин Джонсон психически нестабильна, злоупотребляет алкоголем и не может давать показания. Вскоре Джонсон, с показаний которой и началось все дело, нашли мертвой в своём доме. Адвокат обвиняемых Дэнни Дэвис проявил принципиальность, не поддавшись на давление со стороны СМИ. Последней каплей стала скандальная связь между представителем обвинения Ки Макфарлейн и журналистом Уэйном Сатцем, с публикации которого и началось разбирательство. Расследование этого дела и судебные заседания длились около семи лет, в результате в 1990 году все обвинения с семьи Макмартин были сняты.

## В ролях
- Джеймс Вудс — Дэнни Дэвис
- Лолита Давидович — Ки МакФарлан
- Ширли Найт — Пегги Макмартин Бакки
- Мерседес Рул — Лаэль Рубин
- Генри Томас — Рэй Баки
- Элисон Эллиотт — Пегги Энн Бакки
- Марк Блам — Уэйн Сатц
- Сада Томпсон — Вирджиния Макмартин
- Джеймс Кромвелл — судья Паундерс
- Челси Филд — Кристин Джонсон
- Николлетт Шеридан — Грэйс

## Награды и номинации
Полный перечень наград и номинаций — на сайте IMDB.
| Премия         | Категория                                                  | Имя                                                | Результат |
| -------------- | ---------------------------------------------------------- | -------------------------------------------------- | --------- |
| Золотой глобус | Лучший мини-сериал или фильм на ТВ                         |                                                    | Победа    |
| Золотой глобус | Лучший актёр мини-сериала или фильма на ТВ                 | Джеймс Вудс                                        | Номинация |
| Золотой глобус | Лучшая актриса второго плана мини-сериала или фильма на ТВ | Ширли Найт                                         | Победа    |
| Золотой глобус | Лучший актёр второго плана мини-сериала или фильма на ТВ   | Генри Томас                                        | Номинация |
| Эмми           | Лучший телевизионный фильм                                 | Диана Покорны, Эбби Манн, Оливер Стоун, Джанет Янг | Победа    |
| Эмми           | Лучший режиссёр мини-сериала или фильма на ТВ              | Мик Джексон                                        | Номинация |
| Эмми           | Лучший актёр мини-сериала или фильма на ТВ                 | Джеймс Вудс                                        | Номинация |
| Эмми           | Лучшая актриса второго плана мини-сериала или фильма на ТВ | Ширли Найт                                         | Победа    |
| Эмми           | Лучшая актриса второго плана мини-сериала или фильма на ТВ | Сада Томпсон                                       | Номинация |
| Эмми           | Лучший монтаж для мини-сериала или фильма на ТВ            | Ричард Харрис                                      | Победа    |
| Эмми           | Лучший сценарий для мини-сериала или фильма на ТВ          | Эбби Манн, Майра Манн                              | Номинация |
| Эмми           | Лучший подбор актёров                                      | Мали Финн                                          | Номинация |